# ماجرای مردان رقصان
ماجرای مردان رقصان (انگلیسی: The Adventure of the Dancing Men) داستان شرلوک هولمز نوشته آرتور کانن دویل است و جزو ۱۳ داستان مجموعه بازگشت شرلوک هلمز است. دویل این داستان را سومین داستان مورد علاقه‌اش از شرلوک هولمز می‌داند.

## خلاصه داستان
داستان زمانی شروع می‌شود که هیلتون کابیت از ریدلینگ تورپ مانور در نورفولک به دیدار شرلوک هلمز می‌آید و به او یک تکه کاغذی می‌دهد که روی آن آدمک‌های چوبی رقصان مرموزی کشیده شده‌است.
کوبیت به هولمز و دکتر واتسون توضیح می‌دهد که اخیرا با زنی آمریکایی به نام السی پاتریک ازدواج کرده است. قبل از ازدواج السی از همسرش قول گرفته بود که هیچ گاه در مورد گذشته او چیزی نپرسد. او می گوید که در زندگی اش ارتباطات تلخی وجود داشته، هرچند هیچ کدام از آنها باعث سرافکندگی شخص او نمی شود. ازدواج آنها بسیار خوب پیش می رفت تا زمانی که پیام هایی شروع به فرستاده شدن شد. ابتدا با نامه ای از ایالات متحده شروع شد که در باغ پیدا شد. 
پیام ها باعث وحشت السی شده بود اما او دلیل ترسش را توضیح نمی داد و کوبیت تمام تلاشش را می کرد که به قولش به السی در مورد نپرسیدن هیچ چیز درباره زندگیش در ایالات متحده وفادار بماند. هولمز تمام مردان رقصان به تصویر کشیده شده روی برگه را نگاه کرد و به این نتیجه رسید که آنها یک الفبای رمزی هستند و همین بود که هولمز متوجه شد کوبیت ها در خطر می باشند. 
هولمز با عجله به سمت ریدلینگ تورپ مانور می رود و می بیند که کوبیت بر اثر اصابت گلوله به قلبش کشته شده و همسرش نیز بر اثر اصابت گلوله به سرش به شدت زخمی شده است. بازرس مارتین از پاسگاه نورفولک معتقد است که این یک اقدام قتل و خودکشی است. السی مظنون اصلی است. اما هولمز، پس از اشاره به برخی ناهماهنگی ها در آن نظریه، ثابت می کند که شخص سومی نیز در این امر دخیل است.
هولمز نوشته مردان رقصان را رمزگشایی کرد و پیامی به همان الفای رمزی نوشت و آن را به مزرعه لاجر که در آن نزدیکی بود فرستاد. زمانی که منتظر پاسخ پیام بود هولمز به واتسون و کاراگاه مارتین توضیح می دهد که چگونه رمز الفبای مردان رقصان را رمزگشایی نموده است. آخرین پیامی که هولمز و واتسون را برای رفتن به نورفلک به تکاپو انداخته بود این بود که" السی برای ملاقات با خدایت آماده شو."
لاجر، اب اسلینی، فرد آمریکایی دیگر بدون اینکه بداند السی به طرز مرگ آوری زخمی شده است به پیش آنها می آید و پس از وارد شدن دستگیر میشود. هولمز نامه ای برای اسلینی با حروف مردان رقصان نوشته بود تا به اسلینی این باور را بدهد تا پیام از طرف السی فرستاده شده است. اسلینی می گوید که با السی دختر جنایتکار بزرگ شیکاگو نامزد کرده بود و پدر السی کسی است که اسلینی برایش کار می کند و السی برای فرار از زندگی قدیمی اش او را ترک کرده بود. اسلینی به انگلستان آمده بود تا او را برگرداند. زمانی که اسلینی و السی در حال صحبت از پنجره بوده، کوبیت ظاهر شده و به یکدیگر تیراندازی کردند. کوبیت کشته شده و اسلینی پا به فرار گذاشه بود و سپس السی به خودش شلیک میکند. اسلینی دستگیر شده و به اعدام محکوم شد اما مجازات او به حبس ابد تخفیف پیدا کرد زیرا شلیک اول را کوبیت انجام داده بود. السی بهبود یافته و بقیه زندگی اش را وقف کمک به افراد فقیر در امارت همسرش نمود. 